# 华美银行
华美银行（英語：East West Bank）是总部位于南加州最大的独立商业银行與上市公司，以美国与华裔为主要市场，总资产达610亿美元。
华美银行按總资产排名位列美国前30大上市银行。在福布斯发布的2020全美百强银行榜中，該行位居第11名。
華美銀行在美国和大中华地区共有超过125处服务网络，美国市场主要分布于加州、乔治亚州、内华达州、纽约、麻萨诸塞州、德州以及华盛顿州；在中国，香港、上海、北京、重庆等地也设有代表处。
華美銀行於2009年11月6日收購被加州金融管理局（California Department of Financial Institutions）關閉，並由美國聯邦存款保險公司接管的聯合銀行的全球業務。華美銀行承擔聯合銀行約104億美元資產，包括77億美元現鈔與2310億台幣股份。